# Monceau-le-Neuf-et-Faucouzy
Monceau-le-Neuf-et-Faucouzy è un comune francese di 355 abitanti situato nel dipartimento dell'Aisne della regione dell'Alta Francia.

## Storia
Abitata da tempi lontani, con scavi archeologici sono state portate alla luce abitazioni protostoriche nella La Vallée-Mattoux, un tesoro in monete gallo-romane di 288 pezzi, una necropoli utilizzata fino ai tempi dei merovingi.

## Società

### Evoluzione demografica
Abitanti censiti